# Thomas Godwyn (parlamentar)
Thomas Godwyn (antes de 1561 – depois de 1586), de Banwell, Somerset, foi um político inglês.

## Família
Godwyn era o filho mais velho de Thomas Godwyn, bispo de Bath e Wells e Isabel Purfrey, filha de Nicholas Purfrey de Shelston, Buckinghamshire. Ele casou-se duas vezes: Frances, que morreu em 1588 e Margaret Bowerman de Wells, Somerset. Em 1589, o marido da sua irmã, Thomas Purfrey, representou Wells.

## Carreira
Ele foi um membro (MP) do Parlamento da Inglaterra por Wells em 1586.